# Digeråstjärnen, Hälsingland
Digeråstjärnen är en sjö i Ljusdals kommun i Hälsingland och ingår i Ljusnans huvudavrinningsområde.